# オインゴ・ボインゴ
オインゴ・ボインゴ（Oingo Boingo）は、バンドとしては1979年に始動し1995年まで活動したアメリカ合衆国のニュー・ウェイヴ・バンド。ダニー・エルフマンが中心メンバーだったことでも知られる。
ダニーがその数年前にリーダーとして資料も書いていたシュールレアリストのミュージカル劇団、ザ・ミスティック・ナイツ・オブ・ジ・オインゴ・ボインゴ（The Mystic Knights of the Oingo Boingo）が前身。 
精力的なライブと、ロックやスカ、ポップ、ワールドミュージックなどを混ぜ合わせたとも説明される実験的音楽で知られる 。バンドの活動は17年に及び、さまざまなジャンルやラインナップに変化した。代表曲に「Only a Lad」「Little Girls」「Dead Man’s Party」「Weird Science」などがある。
ロック・バンドとしては1979年、オインゴ・ボインゴはスカとパンクの影響を受けた8人組のニュー・ウェイヴ・バンドとしてスタートし、南カリフォルニアでかなりの人気を博した。 1980年代半ば、バンドはメンバーやラインナップを変更し、よりポップ志向のスタイルを採用し、1994年にはオルタナティヴ・ロックへと大幅なジャンル変更が行われた。バンド名はその際、ボインゴ (Boingo) に短縮され、キーボードとホーンセクションは外された。バンドは1995年のハロウィンのコンサートの後で解散。その際、バンドをかつてのオインゴ・ボインゴの名前に戻し、ホーンセクションを再び採用してステージに立った。

## 歴史

### ザ・ミスティック・ナイツ・オブ・ジ・オインゴ・ボインゴ期（1972年 - 1979年）
詳細はザ・ミスティック・ナイツ・オブ・ジ・オインゴ・ボインゴを参照。
ザ・ミスティック・ナイツ・オブ・ジ・オインゴ・ボインゴは、リチャード・エルフマンによって設立されたロサンゼルスのストリートシアター劇団として始まった。この名前は、TVシリーズ『Amos 'n' Andy』に登場する「The Mystic Knights of the Sea」と呼ばれる架空の秘密結社にちなんで名付けられた。このときのバンドは、常に15人ものメンバーがおり、バンド・メンバーによって自作された楽器を含め、30以上の楽器を演奏していた。
リチャードの弟のダニー・エルフマンは1974年にバンドに参加し、後にリーダーとなる。グループは徐々にそのストリートシアターという起源から離れ、音楽バンドに転向していく。このグループは、キャブ・キャロウェイのカバーから、バリのガムランやロシアのバレエ音楽のスタイルのインストゥルメンタル、そして後にダニー・エルフマンによるオリジナル曲まで、さまざまなレパートリーを演奏した。
1976年にはギタリストのスティーヴ・バーテックが音楽の共同ディレクターとして加わったほか、その年の『ザ・ゴングショー』に出演し優勝。
また、1977年の第8回世界歌謡祭に出演しており、審査員のうち、小泉まさみ（庄野真代の当時の夫）のみが10点をつけた。

### I.R.S. - A&M期（1979年 - 1984年）
1979年、ダニー・エルフマンはグループを音楽専門のロック・バンドとして改革する。バンド名がオインゴ・ボインゴとなり、その時点で、兄のリチャードを含めたほとんどのメンバーが脱退。リードギターのスティーヴ・バーテックとデイル・ターナー、サム・“スラッゴ”・フィップス、レオン・シュナイダーマンのブラストリオがバンドに残留した。ロック・バンドとしての再始動にはさまざまな理由があったが、特に、ダニーの新たな音楽的関心や、複数のステージセットや小道具の輸送、セッティングの必要性が減ったことなどによる。エルフマンは、ザ・スペシャルズ、マッドネス、ザ・セレクターなどのスカ・リバイバルのバンド、 XTC 、ディーヴォ、ファン・ボーイ・スリーのようなニューウェイヴ・バンド、そしてパンクの「エネルギーとスピード」に触発されたという   。
この時期の初期のギグでは、The Mystic Knightsを活動名にしていた（Sally Cruikshankによる短編アニメーション『Face Like a Frog』において「Don’t Go in the Basement」という曲にこの名義でクレジットされている） 。
オインゴ・ボインゴという名前は1979年に決まり、その頃にはこのバンドの初期曲「I’m Afraid」がライノ・レコードによるロサンゼルスのロックとニューウェーブの「新進気鋭」のコンピレーション『L.A. In.』に収録。
同年、バンドは「デモEP」として知られる自費によるプロモEPレコードを、契約の締結を支援するためにラジオ局やレコード業界のA&R担当者に配布した。翌年にこのEP（『Oingo Boingo』）の改訂版をリリースすることとなるI.R.S.レコードの注目を集めたため、この努力は報われた。
バンドはこのとき、リードボーカルとリズムギターのダニー・エルフマン。リードギターのスティーヴ・バーテック。キーボードのリチャード・ギブス。ベースのケリー・ハッチ。ドラムのジョニー・“ヴァトス”・ヘルナンデス。そして、ホーンセクションのレオン・シュナイダーマン（サックス）、サム・“スラッゴ”・フィップス（リードサックス）、デイル・ターナー（トランペット）の8人編成となっていた。
このグループの初の成功は、1980年にEP『Only a Lad』（下記のフルアルバムとは別）の表題曲「Only a Lad」で齎される。この曲はロサンゼルスでラジオ局KROQ-FMにより頻繁に放送され、当時のこの局では珍しいニュー・ウェイヴの穴を埋める形となっていた。
「Only a Lad」の地域的な成功に続き、1981年に最初のフル・アルバム『オンリー・ア・ラッド』 (Only a Lad) （EP及び収録曲の1曲と同じタイトル。表題曲は新しく録音された）。1982年に『オインゴ・ボインゴの謎』 (Nothing to Fear)、1983年に『Good for Your Soul』のアルバムをリリース。バンドのサウンドはニュー・ウェーヴに分類されたが、エキゾチックなパーカッション、スリーピースのホーンセクション、型破りなスケールとハーモニー、そしてシュールなイメージは、ジャンルを揺るがす組み合わせだった。
また、庄野真代の1982年のアルバム『逢・愛・哀』の編曲およびバックバンドとして参加している。
1984年、ベーシストのケリー・ハッチとキーボーディストのリチャード・ギブスが短命で終わるバンド「Zuma II」を結成するために脱退し、オインゴ・ボインゴは一時的な休止状態になったが、当時は公となっていなかった。エルフマンは後に、2人の離脱メンバーが「気力を失った」こと、「気力を失ったことをもって、私は誰も責めることはできなかった。当時、非商業的な音楽を8ピースのアンサンブルで行うことは非常に困難だった」ことを語る。

### MCA期（1984年 - 1992年）
ダニー・エルフマンは1984年の休止期間を、スティーヴ・バーテックと共同制作したソロ・アルバムをリリースする機会として利用し、オインゴ・ボインゴの残りのメンバーはセッション・ミュージシャンとして再び戻ってきた。この録音は1984年に『So-Lo』としてリリースされる。A&Mの会長に会い、レーベルからのリリースを交渉し、 MCAレコードへ移籍。
『So-Lo』をリリースして間もなく、オインゴ・ボインゴは新しいベーシストのジョン・アヴィラとキーボーディストのマイク・バシックとを入れ活動を再開。新しいメンバーでの最初のリリースは、1985年の『Dead Man’s Party』だった。このアルバムは、よりポップ志向の作詞作曲と制作スタイルへの顕著な変化を示し、最も商業的に成功したレコードとなる。（原題が）同名のジョン・ヒューズの映画『ときめきサイエンス』のために書かれた「Weird Science」で彼らの最高のチャート記録となった。
バンドの曲は1980年代初頭から中期にかけて多くの映画サウンドトラックに採用され、1986年の映画『バック・トゥ・スクール』では「Dead Man’s Party」がヒットシングルとなった。また、1984年の映画『独身SaYoNaRa! バチェラー・パーティ』のサウンドトラックには、エルフマンが書いた主題歌と、これまでオインゴ・ボインゴでは未発表だった曲「Something Isn’t Right」が含まれていた。
この時代に、ダニー・エルフマンは、1985年の『ピーウィーの大冒険』に始まり、メジャーな映画音楽の作曲も始めた。エルフマンは、ティム・バートンのほとんどすべての映画に劇伴を書き続けた。オインゴ・ボインゴのギタリスト、スティーブ・バーテックは、エルフマンの映画・テレビの劇伴のほとんどのオーケストレーションを担当した。
アルバム『オインゴ・ボインゴ』 (Boi-Ngo) は1987年にリリースされた。その録音に続いて、バシックは新しいキーボーディストのカール・グレイブスに取って代わられた。バンドの1988年のリリースである『Boingo Alive』は、以前のアルバムの曲のスタジオライブでの再録音と、新曲「Winning Side」で構成される。この新曲もシングルとしてリリースされ、USモダンロックのラジオ局で14位のヒットとなる。
1990年、バンドは7枚目のスタジオアルバム『Dark at the End of the Tunnel』をリリース。以前のアルバムよりもメロウな曲をフィーチャーし、シングル「Out of Control」と「Flesh ’N Blood」も含まれる。

### 末期（1993年 - 1995年）
オインゴ・ボインゴは定期的にライブを続け、特にアーバインメドウズとユニバーサル・アンフィシアターで毎年恒例のハロウィーンコンサートを開催。エルフマンが映画音楽の制作に忙しかった1992年の一時休止の後、バンドは1993年にこれまでとますます異なるハードロック的音楽性で復帰し、「Insanity」、「Helpless」、未発表曲「Did It There」などの新曲をリリース。
その同じ年、オインゴ・ボインゴは新しいレーベル、ジャイアント・レコードの8枚目のスタジオ・アルバムのレコーディングを開始しました。エルフマンがミュージカルアニメーション『ナイトメアー・ビフォア・クリスマス』の音楽をティム・バートンと一緒に書くことに深く関わったとき、セッションは行き詰まる 。エルフマンはこの期間、バンドへの情熱を失い始めたと15年以上後になって振り返って語った。
1994年、バンドは新しい音楽性に変わり、その名前をボインゴに短縮。ギタリストのウォーレン・フィッツジェラルドが加わり、代わりにキーボーディストのカール・グレイヴスとホーンセクションのトリオは脱退した。バンドがホーンセクションなしでツアーした唯一の年だった 。
以前に制作が止まっていたアルバムは、オーケストラの楽器とバンドの歴史の中で初めてスタジオで即興で作られたいくつかの曲を含む新しい5ピースのラインナップで完成。これは1994年に『Boingo』としてリリースされ、バンドの最後のスタジオ・アルバムとなる。
1995年に、ボインゴが結成から17年で解散することが発表された。バンドは1995年にフェアウェル・ツアーに乗り出し、元のホーンセクショントリオを復帰させ、バンド名をオインゴ・ボインゴに戻し、ユニバーサル・アンフィシアターでの最後のハロウィンのライブで活動を終える。その様子はライブ・アルバムとDVDとして撮影され、リリースされた。

### その後
バンドの解散後、ダニー・エルフマンは映画音楽の作曲を続け、4つのアカデミー賞にノミネートされた。バンド解散前の1985年の『ピーウィーの大冒険』以来ほぼ独占的にティム・バートンの映画音楽を提供してきたが、エルフマンは他の監督からも非常に人気がある。作品は他に、『バットマン』、『シザーハンズ』、『グッド・ウィル・ハンティング/旅立ち』、『メン・イン・ブラック』、『スパイダーマン』、『ビッグ・フィッシュ』、『ナイトメアー・ビフォア・クリスマス』などの映画音楽がある。エルフマンはまた、『ザ・シンプソンズ』、『バットマン：アニメーションシリーズ』、『ハリウッド・ナイトメア』、『デスパレートな妻たち』など、12以上のテレビシリーズのテーマも作曲している。エルフマンは、オインゴ・ボインゴの元ギタリストであるスティーヴ・バーテックをオーケストレーターとしてほぼ独占的に採用している。
1990年代、ジョン・アヴィラとジョニー・"ヴァトス"・ヘルナンデスは、ギタリストのマイケル・トヴァーと共に、3人組の「Food for Feet」を結成した。アヴィラとヘルナンデスはまた、ザ・プラグズ (The Plugz) とクルザドス (Cruzados) のティト・ラリヴァ (Tito Larriva) が率いるロサンゼルスのバンド、ティト&タランチュラ (Tito & Tarantula) のリズム隊を構成する。アヴィラとヘルナンデスは、ラリヴァとギタリストのスティーヴィー・ハフステッター (Stevie Hufstetter) による「Psychotic Aztecs」と呼ばれる1回限りのプロジェクト・バンドにも参加した。Psychotic Aztecsは、Gritaレーベルから『Santa Sangre』と呼ばれる1枚のアルバムをリリース。 
Doug Lacy（Boingoのライブでのキーボード奏者およびパーカッショニスト）は、ベーシストのアヴィラ、ギタリストのバーテック、ドラマーのジョニー・"ヴァトス"・ヘルナンデス、サックス奏者のサム・"スラッゴ"・フィップスを「Doug & The Mystics」というバンドに採用。彼らは、オインゴ・ボインゴの曲「Try to Believe」のカバーに加えて、フランク・ザッパや他のアーティストの曲のカバーやオリジナル曲を含む1枚のアルバム『New Hat』を録音。Dougはそれ以前にもソロ・アルバムを1枚リリースしている。

## ディスコグラフィ

### アルバム
- 『オンリー・ア・ラッド』 - Only a Lad (1981年)
- 『オインゴ・ボインゴの謎』 - Nothing to Fear (1982年)
- Good for Your Soul (1983年)
- So-Lo (1984年)
- Dead Man's Party (1985年)
- 『オインゴ・ボインゴ』 - Boi-ngo (1987年)
- 『Dark At The End Of The Tunnel』 - Dark at the End of the Tunnel (1990年)
- 『Boingo』 - Boingo (1994年)

## 映像作品
オインゴ・ボインゴとして映像に出演
- Longshot (1981年)
- Urgh! A Music War (1981年)
- Good Morning, Mr. Orwell (1984年)
- 『バック・トゥ・スクール』 - Back to School (1986年)
- 『ミッドナイト・ラン』 - Midnight Run (1988年) （モズレー＆Bメンとして）
- The Best of Oingo Boingo: Skeletons in the Closet (1989年; music video compilation)
- Farewell: Live from the Universal Amphitheatre, Halloween 1995